# Pterolophia strumosa
Pterolophia strumosa là một loài bọ cánh cứng trong họ Cerambycidae.